# Тоні Коркеакуннас
Тоні Коркеакуннас (фін. Toni Korkeakunnas, нар. 15 травня 1968, Гельсінкі) — фінський футболіст, що грав на позиції півзахисника. По завершенні ігрової кар'єри — тренер. Як футболіст виступав у низці фінських клубів, пізніше очолював низку фінських команд. З 2025 року очолює тренерський штаб норвезького клубу «Гаугесун». Як тренер — чемпіон Фінляндії та володар Кубка фінської ліги.

## Ігрова кар'єра
У 1987 році Тоні Коркеакуннас розпочав виступи на футбольних полях у складі команди ТП (Сейнайокі), в якій грав до 1993 року. Протягом 1994 року Коркеакуннас грав у складі клубу «ВПС», після чого в 1995 році повернувся до клубу ТП (Сейнайокі). У другій половині 1995 року футболіст грав у складі клубу «ПК-35 Вантаа».
У 1996 році Тоні Коркеакуннас перейшов до клубу «ГІФК», у складі якого грав до кінця 1997 року. На початку 1998 року футболіст перейшов до клубу «Гністан», у складі якого завершив кар'єру футболіста в кінці 1999 року.

## Кар'єра тренера
Відразу ж по завершенні кар'єри гравця Тоні Коркеакуннас розпочав тренерську кар'єру, в 1999 році очоливши тренерський штаб свого останнього як гравця клубу «Гністан». У 2003 році колишній футболіст увійшов до тренерського штабу клубу «Гямеенлінна», а в другій половині 2004 року став головним тренером клубу. У 2005—2006 роках Коркеакуннас очолював клуб «Вало Вантаа», а в 2007 році удруге в кар'єрі очолював клуб «Гністан».
У 2008 році Тоні Коркеакуннас очолив тренерський штаб клубу «Віікінгіт», та одночасно в цьому ж році став головним тренером юнацької збірної Фінляндії віком гравців до 19 років, тренував юнацьку збірну Фінляндії до 2009 року, а клуб «Віікінгіт» до кінця 2010 року.
У 2011 році тренер очолив клуб «МюПа», в якому працював до 2013 року. На початку 2014 року Коркеакуннас став головним тренером клубу «Лахті», в якому працював до кінця 2018 року. У 2016 році на чолі клубу тренер став володарем Кубка фінської ліги.
З 2019 до 2022 року Тоні Коркеакуннас працював у тренерському штабі національної збірної Фінляндії. У 2022 році Коркеакуннас увійшов до тренерського штабу клубу «ГІК», а в 2023 році очолив клуб, та привів команду до перемоги в чемпіонаті Фінляндії. Щоправда, контракт фахівця зі столичним клубом закінчився в кінці року, після чого тренер покинув свій пост. Проте на початку 2024 року Коркеакуннас повернувся на посаду головного тренера «ГІК», проте після невдалого старту в чемпіонаті 2025 року покинув свій пост. З травня 2025 року фінський фахівець очолює норвезький клуб «Гаугесун».

## Титули і досягнення

### Як тренера
- Володар Кубка фінської ліги (1):

«Лахті»: 2016
- Чемпіон Фінляндії (1):

«ГІК»: 2023